# 札幌市立しらかば台小学校
札幌市立しらかば台小学校（さっぽろしりつ - だいしょうがっこう）は、北海道札幌市豊平区月寒東4条18丁目にある市立小学校。
校木は白樺であり、隣接する東月寒緑地に白樺の永久保存林がある。
札幌市教育委員会の事業である「札幌市学校図書館地域開放事業」の指定校となっている。

## 沿革
- 1975年（昭和50年）3月25日 -  札幌市立大谷地小学校・札幌市立羊丘小学校から分割し、開校。初代校長坂下光也、児童数402名（羊丘小学校から176名、大谷地小学校から226名）。
- 1984年（昭和59年） - 特殊学級（現:特別支援学級「あおぞら学級」）が2学級新設。
- 1985年（昭和60年） - 本校内に札幌市小学校PTA連合会事務局が置かれた。
- 1989年（平成元年） - 札幌市の学校図書館開放事業校に指定され、「かぼちゃ館」の愛称で開館。
- 2018年（平成30年）3月 - 寿命化改良事業により、翌年3月まで、長命化工事（第1期）実施[1]。

## 通学区域
出典
- 豊平区
  - 月寒東3条11丁目（2番）
  - 月寒東3条15丁目
  - 月寒東3条16丁目（6番～13番）
  - 月寒東3条17丁目
  - 月寒東3条18丁目
  - 月寒東3条19丁目
  - 月寒東4条15丁目
  - 月寒東4条16丁目
  - 月寒東4条17丁目
  - 月寒東4条18丁目
  - 月寒東4条19丁目
  - 月寒東5条15丁目
  - 月寒東5条16丁目
  - 月寒東5条17丁目
  - 月寒東5条18丁目
  - 月寒東5条19丁目
- 清田区
  - 北野6条1丁目（4番(36号・37号)）
  - 北野7条1丁目（2番、3番(1号～12号・31号～43号)、4番、5番(1号～33号・40号～52号・55号)、6番～9番、10番(1号～6号・16号)、11番(1号～2号)）

## 著名な卒業生
- 髙橋祐介（衆議院議員）[3]